# Arcidiocesi di Kaunas
L'arcidiocesi di Kaunas (in latino Archidioecesis Kaunensis) è una sede metropolitana della Chiesa cattolica in Lituania. Nel 2021 contava 355000 battezzati su 433000 abitanti. È retta dall'arcivescovo Kęstutis Kėvalas.

## Territorio
L'arcidiocesi comprende porzioni delle contee di Kaunas, di Tauragė e di Vilnius.
Sede arcivescovile è la città di Kaunas, dove si trova la cattedrale dei Santi Pietro e Paolo. La primitiva cattedrale di Medininkai, dedicata anch'essa ai Santi Pietro e Paolo, si trova ora nella diocesi di Telšiai, nella città di Varniai.
Il territorio è suddiviso in 92 parrocchie.

## Storia
La diocesi di Samogizia fu eretta nel 1417 per iniziativa del granduca di Lituania Vitoldo. Primo vescovo fu Mattia di Trakai, che pose la sua residenza a Medininkai (l'odierna Varniai), oggi nel territorio della diocesi di Telšiai. Papa Martino V approvò queste iniziative del granduca con la lettera apostolica Mirabilis Deus dell'11 settembre 1421, che pose contestualmente la nuova diocesi sotto la diretta protezione della Santa Sede.
Il vescovo Merkelis Giedraitis combatté il protestantesimo che aveva attecchito nella diocesi e applicò i decreti del Concilio di Trento, procurando di aumentare il numero di sacerdoti e di parrocchie. Diede impulso alla pubblicazione di testi religiosi in lingua lituana. Cercò di aprire un seminario diocesano, ma il progetto riuscì solo dopo la sua morte.
Nel 1798 con la bolla Maximis undique pressi papa Pio VI assegnò la diocesi, che era suffraganea dell'arcidiocesi di Gniezno, alla provincia ecclesiastica dell'arcidiocesi di Mahilëŭ (oggi arcidiocesi di Minsk-Mahilëŭ).
Il 16 marzo 1799 cedette una porzione del suo territorio a vantaggio dell'erezione della diocesi di Łomża.
Nel 1864 la sede episcopale fu traslata da Medinikai a Kaunas.
Il 9 giugno 1920 cedette i territori che si trovavano nella repubblica di Lettonia alla diocesi di Riga (oggi arcidiocesi).
Il 4 aprile 1926 in forza della bolla Lituanorum gente di papa Pio XI ha ceduto porzioni del suo territorio a vantaggio dell'erezione delle diocesi di Panevėžys e di Telšiai, e contestualmente è stata elevata al rango di arcidiocesi metropolitana con il nome attuale.
Il 28 maggio 1997 ha ceduto un'altra porzione di territorio a vantaggio dell'erezione della diocesi di Šiauliai.

## Cronotassi dei vescovi
Si omettono i periodi di sede vacante non superiori ai 2 anni o non storicamente accertati.
- Motiejus Vilnietis † (23 ottobre 1417 - 4 maggio 1422 nominato vescovo di Vilnius)
- Mikalojus Trakiškis † (6 agosto 1423 - marzo 1434 deceduto)
- Petras da Leopoli † (20 settembre 1434 - dopo il settembre 1435 deceduto)
- Jokūbas Vilnietis † (18 maggio 1436 - 8 giugno 1439 deceduto)
- Baltramiejus Pultuskietis † (1440 - prima del 26 ottobre 1453 deceduto)
- Jurgis Vilnietis † (19 dicembre 1453 - 25 febbraio 1464 deceduto)
- Motiejus Topolietis † (8 agosto 1464 - 24 aprile 1470 deceduto)
- Baltramiejus II Svirenkavičius † (13 febbraio 1471 - 1482 deceduto)
- Martynas I di Samogizia † (21 febbraio 1483 - 1492 deceduto)
- Martynas II Lintfari † (8 ottobre 1492 - 1515 deceduto)
- Mikalojus Radvila † (6 luglio 1515 - 1530 deceduto)
- Mikalojus Vizgaila † (15 febbraio 1531 - prima del 19 gennaio 1533 deceduto)
- Vaclovas Virbickis † (13 aprile 1534 - 18 luglio 1555 deceduto)
- Jonas Domanovskis † (13 aprile 1556 - ottobre 1563 deceduto)
- Stanislovas Narkuskis † (21 giugno 1564 - settembre 1564 deceduto)
- Viktorinas Virbickis † (8 giugno 1565 - 22 agosto 1567 nominato vescovo di Luc'k)
- Jurgis Petkūnas Petkevičius † (14 novembre 1567 - giugno 1574 deceduto)
- Merkelis Giedraitis † (16 gennaio 1576 - 6 aprile 1609 deceduto)
- Mikalojus Pacas † (29 marzo 1610 - 26 novembre 1618 dimesso)
- Stanislovas Kiška † (26 novembre 1618 - 13 febbraio 1626 deceduto)
- Abraomas Voina † (20 luglio 1626 - 24 marzo 1631 nominato vescovo di Vilnius)
- Merkelis Elijaševičius Geišas † (11 giugno 1631 - 28 gennaio 1633 deceduto)
- Jurgis Tiškevičius † (19 dicembre 1633 - 9 dicembre 1649 nominato vescovo di Vilnius)
- Petras Parčevskis † (9 dicembre 1649 - 15 febbraio 1659 deceduto)
- Aleksander Kazimierz Sapieha † (4 aprile 1659 - 18 luglio 1667 nominato vescovo di Vilnius)
- Kazimieras Pacas † (3 ottobre 1667 - 1695 deceduto)
- Jonas Jeronimas Krišpinas † (19 settembre 1695 - 14 luglio 1708 deceduto)
  - Sede vacante (1708-1710)
- Jonas Mikalojus Zgierskis † (21 luglio 1710 - 6 dicembre 1713 deceduto)
- Povilas Pranciškus Sapiega † (21 gennaio 1715 - 15 ottobre 1715 deceduto)
- Aleksandras Gorainis † (7 dicembre 1716 - 7 dicembre 1735 deceduto)
- Juozapas Mykolas Karpis † (19 novembre 1736 - 10 dicembre 1739 deceduto)
- Antanas Tiškevičius † (16 settembre 1740 - 31 gennaio 1762 deceduto)
- Jonas Dominykas Lopacinskis † (19 aprile 1762 - 11 gennaio 1778 deceduto)
- Jonas Steponas Giedraitis † (30 marzo 1778 - 13 maggio 1802 deceduto)
- Juozapas Arnulfas Giedraitis † (13 maggio 1802 succeduto - 17 luglio 1838 deceduto)
- Simonas Mykolas Giedraitis † (17 luglio 1838 succeduto - settembre 1844 deceduto)
- Motiejus Valancius † (28 settembre 1849 - 29 maggio 1875 deceduto)
- Aleksandras Beresnevičius † (30 maggio 1875 - 15 marzo 1883 nominato vescovo di Włocławek)
- Mečislovas Leonardas Paliulionis † (15 marzo 1883 - 2 maggio 1908 deceduto)
- Gasparas Felicijonas Cirtautas † (7 aprile 1910 - 20 settembre 1913 deceduto)
- Pranciškus Karevičius, M.I.C. † (27 febbraio 1914 - 23 marzo 1926 dimesso[5])
- Juozapas Skvireckas † (5 aprile 1926 - 3 dicembre 1959 deceduto)
  - Sede vacante (1959-1989)
- Vincentas Sladkevičius, M.I.C. † (10 marzo 1989 - 4 maggio 1996 ritirato)
- Sigitas Tamkevičius, S.I. (4 maggio 1996 - 11 giugno 2015 ritirato)
- Lionginas Virbalas, S.I. (11 giugno 2015 - 1º marzo 2019 dimesso)[6]
- Kęstutis Kėvalas, dal 19 febbraio 2020

## Statistiche
L'arcidiocesi nel 2021 su una popolazione di 433.000 persone contava 355.000 battezzati, corrispondenti all'82,0% del totale.
| anno | popolazione | popolazione | popolazione | presbiteri | presbiteri | presbiteri | presbiteri                | diaconi | religiosi | religiosi | parrocchie |
| anno | battezzati  | totale      | %           | numero     | secolari   | regolari   | battezzati per presbitero | diaconi | uomini    | donne     | parrocchie |
| ---- | ----------- | ----------- | ----------- | ---------- | ---------- | ---------- | ------------------------- | ------- | --------- | --------- | ---------- |
| 1950 | 560.000     | 640.000     | 87,5        |            |            |            |                           |         |           |           | 128        |
| 1970 | ?           | ?           | ?           | 187        | 187        |            | ?                         |         |           |           | 122        |
| 1980 | ?           | ?           | ?           | 154        | 154        |            | ?                         |         |           |           | 122        |
| 1990 | 500.000     | ?           | ?           | 150        | 150        |            | 3.333                     |         |           |           | 124        |
| 1999 | 532.000     | 763.400     | 69,7        | 122        | 99         | 23         | 4.360                     |         | 32        | 356       | 92         |
| 2000 | 531.800     | 763.200     | 69,7        | 119        | 96         | 23         | 4.468                     |         | 32        | 372       | 92         |
| 2001 | 512.570     | 760.000     | 67,4        | 123        | 101        | 22         | 4.167                     |         | 38        | 275       | 92         |
| 2002 | 506.000     | 750.000     | 67,5        | 133        | 107        | 26         | 3.804                     |         | 44        | 283       | 92         |
| 2003 | 500.000     | 620.000     | 80,6        | 141        | 112        | 29         | 3.546                     |         | 44        | 286       | 92         |
| 2004 | 503.000     | 618.000     | 81,4        | 138        | 109        | 29         | 3.644                     | 1       | 42        | 259       | 90         |
| 2006 | 529.800     | 635.800     | 83,3        | 135        | 113        | 22         | 3.924                     | 1       | 35        | 241       | 90         |
| 2013 | 533.000     | 665.000     | 80,2        | 133        | 113        | 20         | 4.007                     |         | 23        | 191       | 91         |
| 2016 | 524.000     | 655.000     | 80,2        | 124        | 106        | 18         | 4.225                     |         | 19        | 177       | 92         |
| 2019 | 362.000     | 437.000     | 82,8        | 127        | 102        | 25         | 2.850                     | 3       | 27        | 160       | 92         |
| 2021 | 355.000     | 433.000     | 82,0        | 124        | 99         | 25         | 2.862                     | 6       | 27        | 154       | 92         |